# دانشگاه آمریکایی مرکزی
دانشگاه آمریکایی مرکزی (به لاتین: Central American University) یک دانشگاه در نیکاراگوئه است که در ماناگوئه واقع شده‌است.